# Mielesdorf
Mielesdorf ist ein Ortsteil der Stadt Tanna im Saale-Orla-Kreis in Thüringen.

## Geografie und Geologie
Mielesdorf liegt fünf Kilometer nördlich von Tanna in einer Hochebene des Südostthüringer Schiefergebirges im Mittel bei 535 m NN. Die Gemarkung streift die sächsische Grenze und ist über 75 % vom Wald begrenzt. Durch die Flur verläuft die Bundesstraße 282 und verbindet den Ort verkehrsmäßig mit der Umgegend.

## Nachbarorte
Nachbarorte sind südlich die Stadt Tanna, westlich Zollgrün, östlich das sächsische Langenbach.

## Geschichte
Der von Sorben gegründete Ort wurde 1445 urkundlich erstmals erwähnt. 1377 nannte man bei einem nicht urkundlich registrierten Streit einen Herren aus Miltisdorff.
Im 13. Jahrhundert wurde die Kirche aufgebaut.
Am 15. April 1945 beschoss die amerikanische Armee das Dorf. Elf Gebäude wurden beschädigt oder zerstört.
Am 1. Januar 1997 wurde Mielesdorf nach Tanna eingemeindet.
Der Ort war und ist landwirtschaftlich geprägt.

## Persönlichkeiten
- Wolfgang Ludwig (1923–2009) – Künstler. Er gilt als einer der wichtigsten deutschen Vertreter der Op-Art.